# Étiquette identificatoire
L'étiquette identificatoire est utilisée dans les expositions d'art notamment, afin d'identifier les œuvres exposées.
Il existe de nombreuses possibilités pour identifier un objet dans un musée ou une galerie. Kentley et Negus (1993) précisent que les indications doivent répondre aux questionnements des visiteurs et suggèrent ainsi les renseignements suivants : titre, nom de l'auteur, date, matière, provenance, musée, format, nom des prêteurs, donateurs, numéro d'inventaire et/ou de catalogue.
Leur dimension n'est pas normalisée.